# نبرد کیزاکی
نبرد کیزاکی ((به ژاپنی: 木崎原の戦い)) نبردی بود که در سال ۱۵۷۲ مابین شیمازو تاکاهیسا و ایتو یوشی‌سوکه درگرفت.